# Gladiolus lithicola
Gladiolus lithicola är en irisväxtart som beskrevs av Peter Goldblatt. Gladiolus lithicola ingår i släktet sabelliljor, och familjen irisväxter. Inga underarter finns listade i Catalogue of Life.